# Phaonia umbrinervis
Phaonia umbrinervis är en tvåvingeart som beskrevs av Stein 1910. Phaonia umbrinervis ingår i släktet Phaonia och familjen husflugor. Inga underarter finns listade i Catalogue of Life.